# Yussuf Poulsen
Yussuf Yurary Poulsen (* 15. června 1994 Kodaň) je dánský profesionální fotbalista s tanzanskými kořeny, který hraje na pozici útočníka za německý klub RB Leipzig a za dánský národní tým.

## Klubová kariéra
V Dánsku hrál v mládeži za BK Skjold. S profesionální kopanou začal v dánském klubu Lyngby BK v roce 2012. V červenci 2013 přestoupil do německého druholigového klubu RB Leipzig.

## Reprezentační kariéra
Poulsen nastupoval za dánské mládežnické reprezentační výběry v kategoriích od 16 let. Zúčastnil se Mistrovství Evropy hráčů do 21 let 2015 konaného v Praze, Olomouci a Uherském Hradišti, kde byli mladí Dánové vyřazeni v semifinále po porážce 1:4 ve skandinávském derby pozdějším vítězem Švédskem.
V A-týmu Dánska debutoval 11. 10. 2014 v přátelském zápase v Elbasanu proti týmu Albánie (remíza 1:1).

## Osobní život
Otec pocházel z Tanzanie, matka z Dánska.